# Irène Gardiol

Irène Gardiol (1990)

Irène Gardiol (* 25. September 1937, heimatberechtigt in Chabrey) ist eine Schweizer Politikerin (GPS).
Gardiol hatte im Grossen Rat des Kantons Waadt Einsitz, bevor sie zum 5. Februar 1990 in den Nationalrat nachrückte. Zum 29. Mai 1994 schied sie aus der grossen Kammer aus.
Sie ist verheiratet und wohnt in Pully. Dort präsidierte sie die Lokalpartei der Grünen.